# Preludio alla guerra
Preludio alla guerra è un film di propaganda del 1942 diretto da Frank Capra e Anatole Litvak, primo episodio della serie Why We Fight, realizzata dal Dipartimento della Guerra degli Stati Uniti durante la seconda guerra mondiale.
Nel 1943 ha vinto il Premio Oscar come miglior documentario.
Nel 2000 è stato inserito, insieme agli altri episodi della serie, fra i film preservati nel National Film Registry della Biblioteca del Congresso.

## Trama
Il film si apre su una parata delle forze armate statunitensi. La voce narrante chiede «Perché gli americani sono in marcia?». Risponde elencando una serie di teatri di guerra (Pearl Harbor, Gran Bretagna, Francia, Cina, Cecoslovacchia, Norvegia, Paesi Bassi, Polonia, Grecia, Belgio, Albania, Jugoslavia, Russia), mentre vengono mostrate immagini di guerra e distruzione.
(Henry A. Wallace - Vicepresidente degli Stati Uniti, New York, 8 maggio 1942)
In quale modo il "nostro" mondo è diventato libero? Solo con una lunga, incessante storia di sforzi e lotte. Alcune personalità eccezionali (Mosè, Maometto, Confucio, Gesù) hanno spiegato che gli uomini sono stati creati liberi, e alcuni Stati hanno posto questo concetto come base del proprio ordinamento (Costituzione degli Stati Uniti). Grandi uomini hanno vissuto e combattuto per la libertà: George Washington, Thomas Jefferson, Giuseppe Garibaldi, Lafayette, Simón Bolívar, Abraham Lincoln.
Nell'"altro" mondo il corso della storia ha preso una direzione diversa. In Italia, nella speranza di risolvere i problemi economici, è stata sacrificata la democrazia per affidarsi ad un solo uomo, Benito Mussolini. In Germania, ad approfittare del caos seguito alla prima guerra mondiale, del desiderio di vendetta e della connaturata tendenza nazionale alla disciplina è stato Adolf Hitler. In Giappone, a contare è solo la volontà dell'imperatore, una divinità per i giapponesi, disposti a sacrificare ad esso e ai suoi piani imperialistici la propria libertà. Il fascismo e il nazismo trasformano i singoli individui in folla, massa, privandoli dei loro diritti di esseri umani.
Mentre la propaganda di Stato prende il posto della libertà di stampa, la libertà di espressione viene colpita nel modo peggiore, con l'uccisione degli oppositori politici, quali il leader socialista Giacomo Matteotti in Italia.
(Adolf Hitler, Mein Kampf)
(Da un comizio fascista)
A venir meno è anche la libertà religiosa. In Germania, vengono sciolte associazioni religiose, bruciate sinagoghe, rimosse le croci cristiane da tutte le chiese e sostituite con «il simbolo immortale della Germania, la svastica», centinaia di uomini religiosi sono perseguitati, imprigionati, uccisi. L'unico intermediario tra il popolo e Dio deve essere il Führer, il signore e salvatore di un mondo nuovo.
Le nuove generazioni sono formate secondo i principi e valori dei regimi autoritari.
(Adolf Hitler)

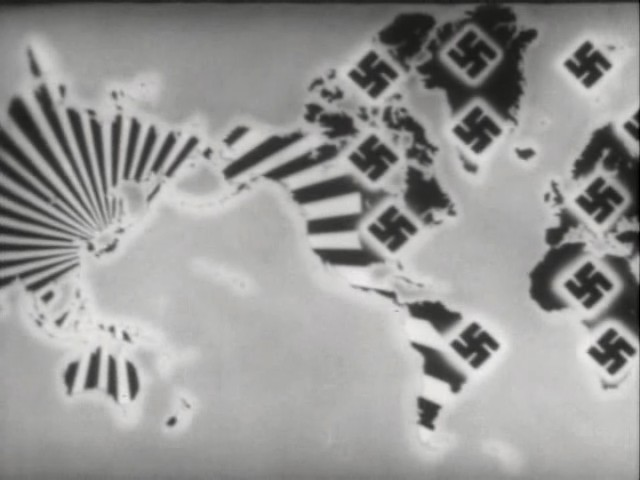
Il mondo dominato dalle Potenze dell'Asse

 Mentre la ricerca della pace e della sicurezza porta negli anni venti ad una serie di trattati internazionali che dovrebbero scongiurare nuove guerre mondiali e negli Stati Uniti alla scelta del disarmo e dell'isolazionismo, i leader di Italia, Germania e Giappone inculcano nei loro popoli l'idea che siano destinati a conquistare e dominare il mondo: in Italia viene affermata l'idea di restaurare la gloria dell'antico Impero romano, in Giappone che dominare l'intero Pacifico sia un proprio diritto. Le mire espansionistiche dei tre Stati sono chiaramente dimostrate da massicci programmi di riarmo.
L'aggressione ed occupazione ingiustificata della Manciuria da parte del Giappone nel settembre 1931, condannata come ingiustificata da parte della Società delle Nazioni, mette fine alla sicurezza collettiva e dà via libera alle aggressioni. A seguire per primo l'esempio è Mussolini che, nella necessità di spostare l'attenzione dai problemi interni, sceglie come facile obiettivo l'Etiopia, priva di un esercito moderno. Il prossimo non può che essere Hitler.
Questo è quello per cui stiamo combattendo: la libertà da questi nemici. Noi o loro: due mondi si contrappongono l'un l'altro, uno deve prevalere, l'altro perire.
(George C. Marshall, Capo di Stato Maggiore dell'Esercito degli Stati Uniti)

## Riconoscimenti
- 1943 - Premio Oscar
  - Miglior documentario

## Galleria d'immagini

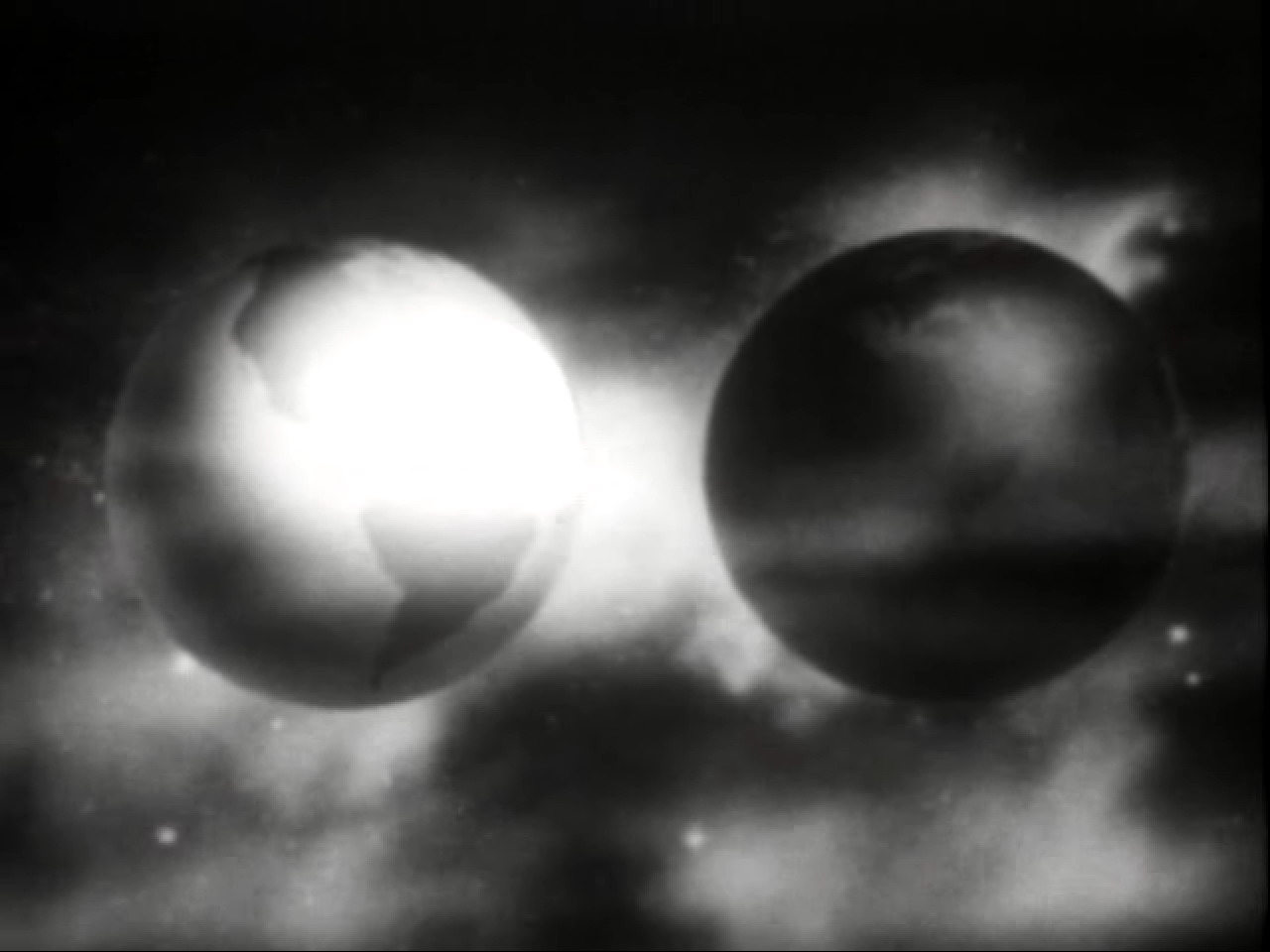
I due mondi contrapposti
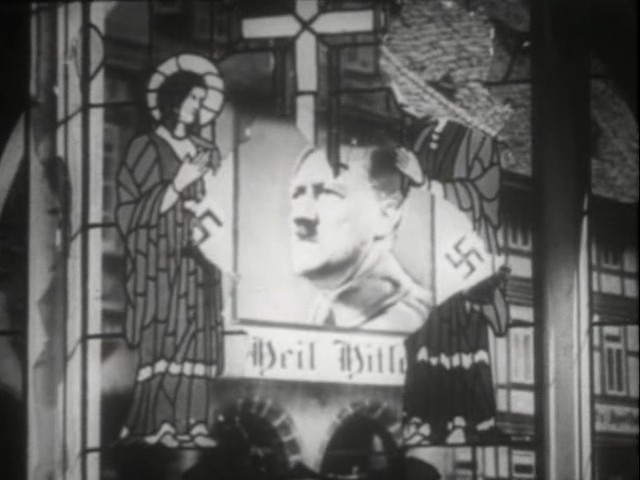
La persecuzione religiosa nella Germania nazista
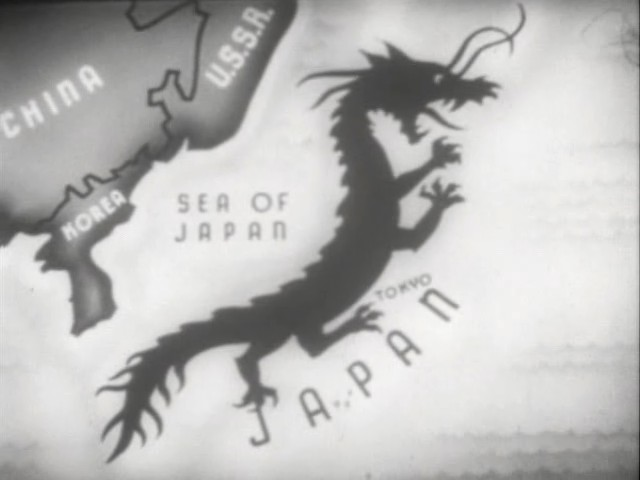
Il Giappone ultranazionalista
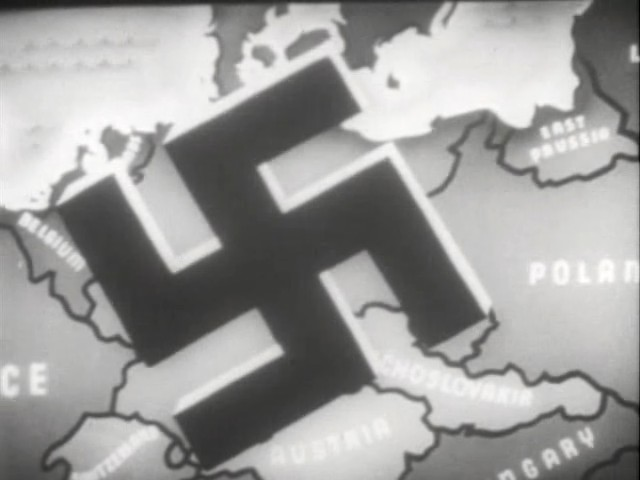
La Germania nazista
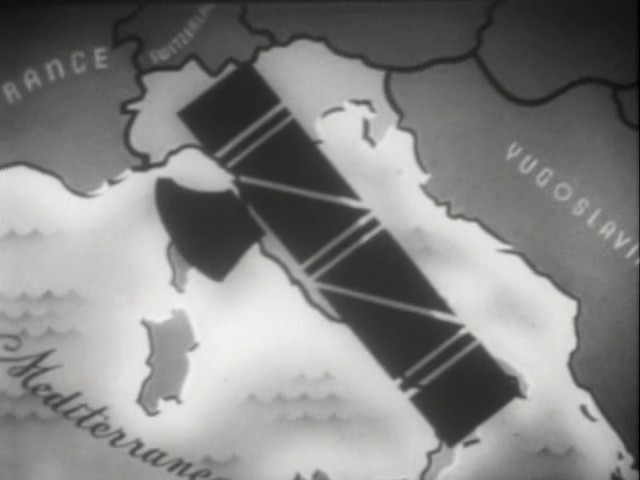
L'Italia fascista
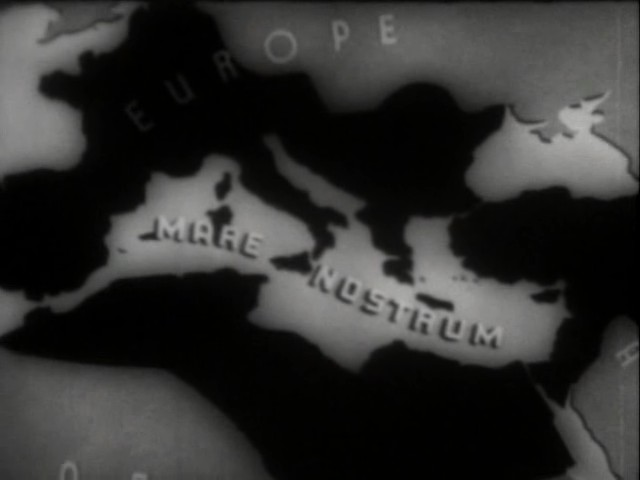
Le mire espansionistiche dell'Italia
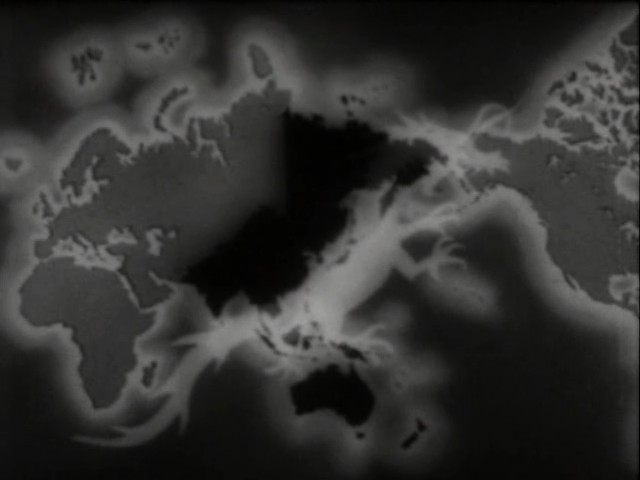
Le mire espansionistiche del Giappone
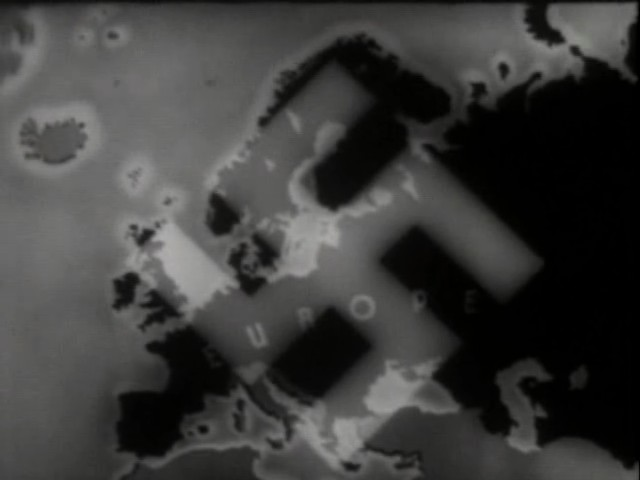
Le mire espansionistiche della Germania